# Leistungsgesellschaft
Leistungsgesellschaft (engl. achieving society, meritocracy) ist die Modellvorstellung einer Gesellschaft, in welcher die Verteilung angestrebter Güter wie Macht, Einkommen, Prestige und Vermögen entsprechend der besonderen Leistung erfolgt, die einem jeden Gesellschaftsmitglied jeweils zugerechnet wird (Leistungsprinzip, Leistungsgerechtigkeit). Im engeren Sinne ist damit eine Gesellschaft gemeint, die rechtliche Grundlagen und politische Instrumente schafft, um Lebenschancen an „Leistung“ zu binden, und die sich diskursiv darüber verständigt, was damit gemeint ist und wie es ermittelt wird.

## Definition des Leistungsbegriffs
Grundsätzlich gesehen ist „Leistung“ eine Eigenschaft, die einem ganzen Spektrum von Handlungen zugeschrieben werden kann, und zwar nach Maßgabe gesellschaftlich gegebener Konventionen oder Nützlichkeitserwägungen. Vorausgesetzt wird dabei, dass trotz arbeitsteiliger Produktion und Dienstleistung und einer zwangsläufigen Erhöhung der Arbeitsproduktivität durch Automatisierung und Rationalisierung der erwirtschaftete (zusätzliche) Nutzen Einzelpersonen bzw. deren persönlichem Einsatz eindeutig zugerechnet werden kann. Zudem kommt es auf die Definitionsmacht für die Gütemaßstäbe zur Beurteilung von Leistung an. Leistung wird gewöhnlich in der Arbeitswelt oder auch im Sport verortet, ist aber auch in anderen Lebensbereichen, etwa der Familie oder in der Freizeit, zu erbringen.

## LeistungundLeistungsgesellschaftim Kontext der Soziologie
Soziale Schichtung und Herrschaft werden dadurch legitimiert, dass die so bevorzugten Positionsinhaber ihre sozialen Vorteile durch eigene Leistungen verdient haben sollen. Die „Leistungsideologie“ ist berufen, Leistungsbereitschaft und Hebung der Arbeitsmoral zu fördern, insbesondere indem Hoffnungen auf sozialen Aufstieg (soziale Mobilität) wachgehalten werden.

### Abgrenzung von der Ständegesellschaft
Der Ausdruck „Leistungsgesellschaft“ wird in der Soziologie auch zur Beschreibung und Erklärung der Industriegesellschaft verwendet, die dabei in der Regel dem Modell der Ständegesellschaft gegenübergestellt wird.
Die Dichotomie Leistungsgesellschaft/traditionale Gesellschaft entspricht allerdings nur bedingt der historischen Realität, weil es das Leistungsprinzip in unterschiedlicher Weise mehr oder weniger immer gegeben hat und weil es leistungsloses Einkommen auch in „Leistungsgesellschaften“ gibt (z. B. in Form von Zinsen, Mieten oder Wertpapier-Renditen aus einem ererbten Vermögen).
Nach Pierre Bourdieu ist die bürgerliche Gesellschaft im Vergleich zur Feudalgesellschaft als Leistungsgesellschaft anzusehen; doch durch das Erbrecht und die Kooptation in die führenden Schichten wird das Leistungsprinzip immer wieder durchbrochen. So ist es meist nur kurzfristig in relativ reiner Form anzutreffen, etwa im napoleonischen Frankreich, bevor dann auch Napoleon stärker auf Nepotismus und unbedingte Ergebenheit gesetzt hat.

### Geist des Kapitalismus
Indem Max Weber den „Geist des Kapitalismus“ auf die protestantische Ethik zurückführte, können seine religionssoziologischen und wirtschaftsethischen Untersuchungen über die Herausbildung des „Berufsmenschen“ auch mit dem Entstehen der Leistungsgesellschaft zusammengebracht werden. David C. McClelland hat empirisch untersucht, wie die in einer Gesellschaft verbreitete Leistungsmotivation sich auf deren Grad an wirtschaftlicher Entwicklung auswirke. Von einer „Leistungsgesellschaft“ spricht er dann, wenn eine Gesellschaft sich rascher entwickelt hat. James S. Coleman reklamiert in Webers bekannter Analyse gravierende Lücken, denen gegenüber die vorhergehende, gründliche Analyse von Karl Marx über die Entstehung des Kapitalismus Vorzüge aufweise. Hartmut Esser bemängelt, dass in McClellands Erklärungsmodell die „Logik der Aggregation“ fehle.

### Neuere Forschungsansätze
Weitere Fragestellungen ergeben sich daraus, dass betrachtet werden kann, 1. inwieweit die durch die Leistungsgesellschaft gelieferten Normvorstellungen in einer gegebenen Bevölkerung verbreitet sind, wie und worauf sie angewandt werden und 2. ob das durch dieses normative Ideal transportierte Bild von Gesellschaft von dieser tatsächlich verwirklicht ist. So meinte etwa der Wirtschaftsjournalist David Brooks 2010 in einem Beitrag in der New York Times, dass die Führungsschicht der heutigen US-Gesellschaft mehr denn je Leistungskriterien entspreche, zugleich aber an Ansehen in der Bevölkerung eingebüßt habe.
Es kann des Weiteren untersucht werden, ob und in welchem Maß es in einer Gesellschaft möglich ist, allein durch Optimierung des eigenen Humankapitals und durch starke Anstrengung sozial aufzusteigen, Vermögen zu bilden und in die wirtschaftlichen und gesellschaftlichen Eliten vorzudringen.